# Davide Brivio (dirigente sportivo)
Davide Brivio (Monza, 17 luglio 1963) è un dirigente sportivo italiano.

## Biografia
Originario di Galgiana, frazione di Casatenovo in provincia di Lecco, Brivio nasce a Monza il 17 luglio 1963. Da sempre appassionato di moto, dopo avere conseguito il diploma di Ragioniere Programmatore inizia a gareggiare nel motocross. Resosi conto di non essere abbastanza veloce, resta nell'ambiente collaborando con un giornale nazionale di motociclismo, per il quale segue le gare di motocross come reporter e fotografo.
Nel 1990 inizia a collaborare con il team Yamaha nel campionato mondiale Superbike in qualità di addetto stampa del pilota Fabrizio Pirovano. Nel 1992 Yamaha gli affida il ruolo di team manager, che ricopre per 9 anni, arrivando a sfiorare il successo nel campionato mondiale Superbike nel 2000 con Noriyuki Haga.
Nel 2001 passa al motomondiale, seguendo Haga e assumendo la guida del team Yamaha WCM. A partire dalla stagione 2002 il costruttore giapponese gli affida la gestione del team factory Yamaha Racing, con Carlos Checa e Max Biaggi come piloti. Nel 2004 il team guidato da Brivio ingaggia Valentino Rossi: il sodalizio con il pilota italiano porta alla conquista del campionato MotoGP nelle stagioni 2004, 2005, 2008 e 2009.
Quando Rossi nel 2010 passa al team Ducati anche Brivio sceglie di lasciare Yamaha, e per tre anni collabora con l'azienda VR46 in qualità di consulente e manager di Rossi.
Nel 2013 Brivio è ingaggiato da Suzuki con il compito di creare un nuovo team e preparare il rientro di Suzuki nel motomondiale (dopo il ritiro dalla competizione avvenuto nel 2011). Il team guidato da Brivio partecipa al campionato MotoGP a partire dal 2015, e raggiunge la vittoria del titolo mondiale piloti con Joan Mir nel 2020.
Nel 2021 Brivio lascia Suzuki e la MotoGP per unirsi all'Alpine F1 Team (parte del Gruppo Renault) in qualità di Racing Director, e partecipa al mondiale di Formula 1 con i piloti Fernando Alonso ed Esteban Ocon. In Renault Brivio ritrova Luca de Meo, presidente e amministratore delegato di Renault, con il quale aveva collaborato nel 2007, quando de Meo era responsabile del brand Fiat, sponsor del team Yamaha MotoGP.
L'8 febbraio 2024 ritorna in MotoGP diventando il nuovo team principal di Aprilia Trackhouse.